# 港北区 (貴港市)
港北区（こうほく-く）は中華人民共和国広西チワン族自治区貴港市に位置する市轄区。

## 行政区画
- 街道:貴城街道、港城街道
- 鎮:大圩鎮、慶豊鎮、根竹鎮、武楽鎮
- 郷:奇石郷、中里郷